# バルチック海運指数

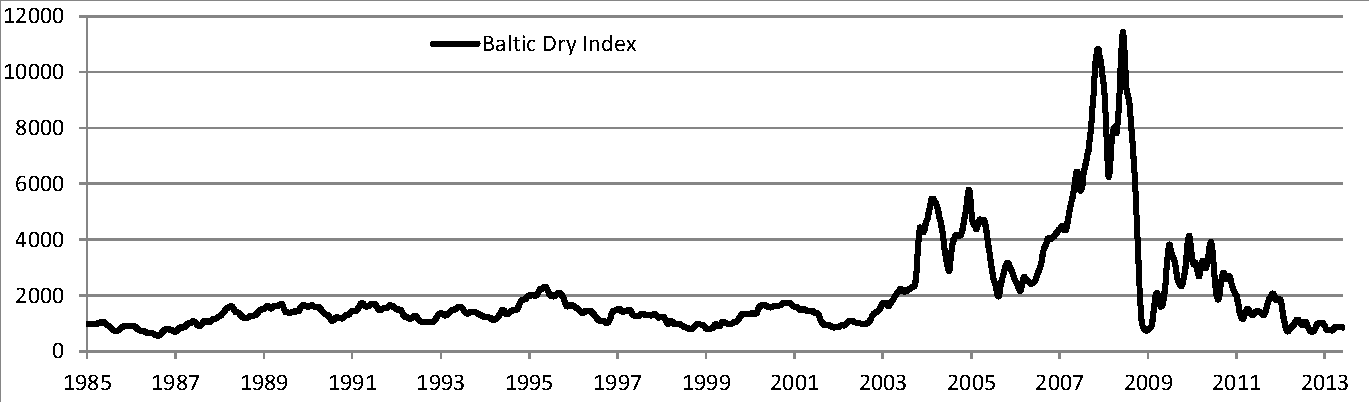
バルチック海運指数
1985年～2013年

バルチック海運指数（バルチックかいうんしすう、英: Baltic Dry Index、通称: BDI）は、ロンドンのバルチック海運取引所が発表する外航不定期船の運賃指数。バルチック海運取引所は海運会社やブローカーなどから鉄鉱石・石炭・穀物といった乾貨物（ドライカーゴ）を運搬する外航不定期船の運賃を聞き取り、結果を取りまとめて同指数を算出、発表する。基準となる1985年1月4日を1000として算定している。
2018年3月1日現在、以下の重み付けで指数を計算している。
- ケープサイズ - 40%
- パナマックス - 30%
- ハンディマックス - 30%

バルチック海運取引所のサイトでは、登録企業向けに毎営業日の英国時間13時（日本時間22時、サマータイム期間中は21時）に発表される。
バルチック海運指数は指数であり、実際の取引価格とは異なる。バルチック海運取引所はバルチック海運指数のほか、不定期船のサイズ・航路毎に実際の取引価格指標となる運賃をドル建てで発表している。
特に、当指数が注目を集めるようになったのは、中国の鉄鉱石輸入を始めとする世界的な原料輸送需要の高まりが背景にあった。2008年5月20日には過去最高の11,793を記録したが、リーマンショックの影響もあり2008年12月5日には663まで低下した。
指数の変動要因としては海上荷動き量の他に、主要港湾における船腹の沖待ち増加を受けた滞船、荷役のためのインフラ能力の過不足、ハリケーンやモンスーンなど気象の影響などが挙げられる。
株式市場においては、海運会社の株価への影響が大きく、特に不定期船を主力とする会社の株価とは連動性が高い。